# داريو زاهورا
داريو زاهورا (بالكرواتية: Dario Zahora)‏ (21 مارس 1982 بفوكوفار في كرواتيا - ) هو لاعب كرة قدم كرواتي في مركز الهجوم. شارك مع منتخب كرواتيا تحت 17 سنة لكرة القدم ومنتخب كرواتيا تحت 19 سنة لكرة القدم ومنتخب كرواتيا تحت 20 سنة لكرة القدم ومنتخب كرواتيا تحت 21 سنة لكرة القدم. أما مع النوادي، فقد لعب مع اتحاد أبناء سخنين وإيرغوتيليس ونادي دومجاله ونادي دينامو زغرب ونادي روسنبورغ ونادي كوبر ونادي لوكوموتيف بلوفديف ونادي لوكوموتيفا وNK Croatia Sesvete ‏ ونادي سلافن بيلوبو ونادي إيراكليس ونادي أوسييك وNK IB 1975 Ljubljana ‏.

## روابط خارجية
- داريو زاهورا على موقع اتحاد كرواتيا (الكرواتية)
- داريو زاهورا على موقع قاعدة بيانات كرة القدم.إي يو (الإنجليزية)
- داريو زاهورا على موقع Soccerway.com (الإنجليزية)